# John Rzeznik
John Rzeznik, nome completo John Joseph Theodore Rzeznik, noto anche come Johnny Rzeznik (Buffalo, 5 dicembre 1965), è un chitarrista e cantante statunitense di origini polacche.

## Biografia
Rzeznik nasce a Buffalo, New York, il più giovane di cinque figli e unico figlio maschio di Edith (nata Pomeroy) e Joe Rzeznik, proprietario di un bar e impiegato postale. Entrambi i genitori di Rzeznik erano musicisti, suonavano il clarinetto e il flauto. Rzeznik ha avuto una rigida educazione cattolica nel quartiere operaio polacco di East Side di Buffalo. I nonni paterni di Rzeznik nacquero in Polonia. In polacco il suo cognome significa "macellaio".
Il padre di Rzeznik morì all'età di 53 anni il 2 febbraio 1981, per un coma diabetico, quando Rzeznik aveva 15 anni. Il 26 ottobre 1982, sua madre morì all'età di 51 anni per un infarto improvviso nel soggiorno di famiglia. Dopo aver perso entrambi i genitori, fu cresciuto dalle sue quattro sorelle maggiori, Phyllis, Fran, Gladys e Kate, con l'aiuto del cugino, John Guljas. Pagò il suo appartamento usando gli assegni del Social Security Survivor Benefit. Fu durante questo periodo e mentre frequentava la McKinley Vocational High School che Rzeznik iniziò a suonare la chitarra. Frequentò brevemente il Buffalo State College, abbandonandolo dopo il primo anno.

## Carriera

### Goo Goo Dolls
Nel 1985, Rzeznik formò la band che divenne i Goo Goo Dolls con Robby Takac. In precedenza Rzeznik era stato in una band con il cugino di Takac, chiamata The Beaumonts.
Nei primi giorni dei Goo Goo Dolls, la band si esibiva in concerti senza sosta, con Takac come frontman (Rzeznik divenne gradualmente il frontman nel corso dei successivi album, poiché ogni nuovo album conteneva più canzoni cantate da Rzeznik rispetto al precedente). Furono presto acquisiti da una piccola etichetta discografica, la Celluloid. Con la Celluloid, pubblicarono il loro primo album omonimo con un budget di $ 750 (in seguito le ristampe sarebbero state chiamate "First Release"). Ciò attirò l'attenzione di un'etichetta discografica più grande, la Metal Blade, che pubblicò i loro successivi album.
Per i successivi anni, la band andò in tour e lavorò su nuovo materiale. La band ottenne un successo iniziale con il singolo "Name" e fu anche presente in Freddy's Dead: The Final Nightmare con la canzone "I'm Awake Now". Andando avanti fino al loro album Dizzy Up the Girl, il singolo "Iris" divenne un successo di critica dovuto in gran parte all'uscita del film City of Angels e al fatto di essere un video musicale presente nel film.

## Altre attività
Dopo l'album Gutterflower, Rzeznik scrisse "Always Know Where You Are" e "I'm Still Here" per il film Disney Il pianeta del tesoro, che furono anche pubblicate come singoli indipendentemente dalla band.
Lui, insieme a Ryan Cabrera, produsse l'album Take It All Away del 2004 di quest'ultimo, con Rzeznik come produttore principale.
Da ottobre a dicembre 2007, Rzeznik fu giudice insieme a Sheila E. e al giudice e responsabile marketing di Australian Idol Ian "Dicko" Dickson nel programma The Next Great American Band della rete Fox.
Il 19 giugno 2008, Rzeznik fu inserito nella Songwriters Hall of Fame e gli fu assegnato l'Hal David Starlight Award.
Il 24 marzo 2014, i Cash Cash pubblicarono il loro nuovo singolo "Lightning". Il singolo vedeva Rzeznik alla voce ed era stato scritto insieme da Cash Cash e Rzeznik.
Il 29 novembre 2020 ha partecipato a una raccolta fondi virtuale per aiutare a combattere la fame e raccogliere fondi per la Community Foodbank del New Jersey.

## Vita privata
Rzeznik incontrò l'ex modella Laurie Farinacci nel 1990, la sposò nel 1993 ma divorziarono nel 2003; non ebbero figli. Iniziò a frequentare Melina Gallo nel 2005 e la sposò a Malibu, California, il 26 luglio 2013. Il 22 dicembre 2016, lui e Gallo ebbero la loro prima figlia, Liliana. Rzeznik e la sua famiglia risiedono a Westfield, New Jersey.
Rzeznik è un alcolizzato in via di guarigione. In un'intervista del 2018, ha riferito di essere sobrio da quasi quattro anni.